# Stazione di Bishōen
La stazione di Bishōen (美章園駅?, Bishōen-eki) e una stazione ferroviaria del quartiere di Abeno-ku a Osaka, nella prefettura omonima in Giappone. La stazione è gestita dalla JR West e serve la linea Hanwa.

## Linee
JR West
■ Linea Hanwa

## Struttura
La stazione  e costituita da due marciapiedi laterali e una 2 binari in superficie al livello del terreno.
| 1 | ■ Linea Hanwa | per Ōtori, Kansai Aeroporto e Wakayama |
| 2 | ■ Linea Hanwa | per Tennōji e Osaka                    |

## Stazioni adiacenti
| ≪                                 | Servizio    | ≫             |
| Linea Hanwa                       | Linea Hanwa | Linea Hanwa   |
| --------------------------------- | ----------- | ------------- |
| Tennōji                           | Locale      | Minami-Tanabe |
| Tutti gli altri treni non fermano |             |               |